# Prise d'otages d'In Amenas
La prise d'otages d'In Amenas, également appelée prise d'otages de Tiguentourine, est une prise d'otages massive menée du 16 janvier 2013 au 19 janvier 2013 par « Les Signataires par le sang » un groupe armé islamiste dissident d'Al-Qaïda au Maghreb islamique sur le site d'exploitation gazière de Tiguentourine situé à 45 km à l'ouest d'In Amenas, dans le Sahara, dans le Sud de l'Algérie.
Cette opération, préparée de longue date,, a permis à ses auteurs de réclamer, entre autres, l'arrêt de l'intervention militaire française au Mali lancée cinq jours auparavant. Plus de 800 personnes travaillant sur le site gazier ont été prises en otage par les terroristes. Les derniers otages ont été libérés le 19 janvier, lors d'un deuxième assaut de l'armée algérienne qui a permis de reprendre le contrôle total de l'usine gazière. 
Selon un bilan algérien du 21 janvier, 37 otages et 29 terroristes ont trouvé la mort.

## Chronologie

### Attaque terroriste
La prise d'otages a commencé le 16 janvier 2013 à l'aube, lorsqu'un groupe d'une quarantaine de djihadistes des Signataires par le sang fortement armés, équipés d'armes récupérées en Libye sont arrivés à bord d'une dizaine de 4x4. Une semaine auparavant, une soixantaine de jihadistes ont quitté Aguel'hoc, au Mali pour la Libye, de là ils ont reçu un groupe d'appui pour lancer l'attaque sur In Amenas. En chemin, deux d'entre eux sont tués dans un accident.
L'opération débute par l'attaque de deux autobus transportant des travailleurs expatriés, le premier se dirige vers l'aéroport, et le second vers le site d'une plateforme gazière coexploitée par BP, Statoil et Sonatrach à In Amenas. L'attaque contre le premier véhicule fait deux morts du côté des membres de la sécurité ; un Algérien et un Britannique mais le chauffeur de l'autobus réussit un passage en force et parvient à gagner l'aéroport, d'où les blessés peuvent être évacués vers l'hôpital d'In Amenas. En revanche, les passagers du deuxième autobus sont faits prisonniers et deux Japonais sont tués en essayant de s'échapper,.
Après cette première action, le groupe se dirige vers la base-vie et enfonce la porte d'entrée avec une voiture-bélier. Les terroristes ont peut-être bénéficié de complicités et d'informations pour s'introduire si facilement sur le site, notamment de la part d'un des preneurs d'otages, qui était un ancien salarié du site gazier. Un des otages algériens capturé par le MUJAO à Gao, au Mali, en avril 2012, aurait également donné des informations aux jihadistes. Plusieurs centaines de personnes essentiellement algériennes, mais aussi une centaine d'étrangers de nationalités norvégienne, autrichienne, roumaine, japonaise, française, américaine et britannique, employés de la base et sous-traitants, sont pris en otage par les terroristes, qui visent d'abord à prendre des otages étrangers.
Les terroristes minent également les alentours de la plateforme.
Tous les otages sont rassemblés au centre de la base de vie, les Algériens et les musulmans sont séparés des étrangers non-musulmans qui sont ligotés, certains ont des colliers d'explosifs placés autour du cou. En fin de journée, les djihadistes relâchent les femmes musulmanes.
Le lendemain matin, à l'aube, un groupe d'une trentaine de personnes qui a échappé aux assaillants parvient à s'enfuir de l'usine à pied,,.

### Assauts de l'armée algérienne

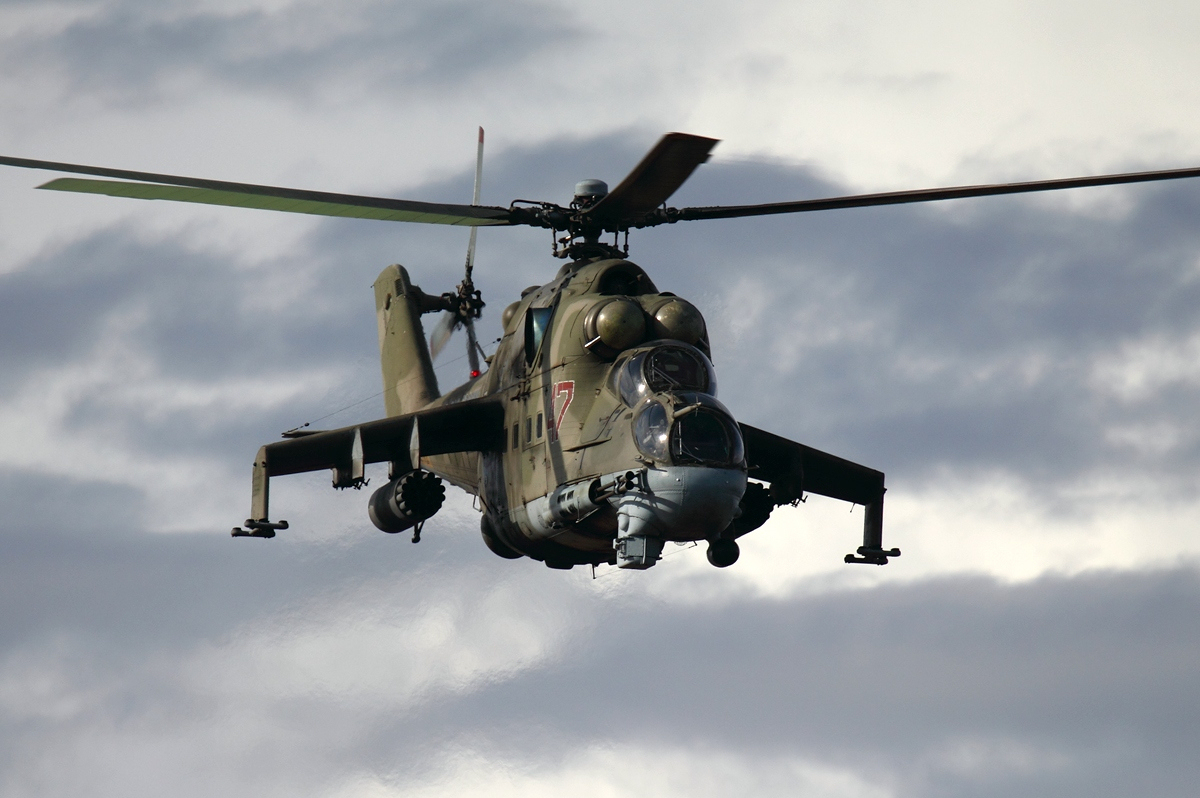
Le Groupement d'intervention spéciale algérien utilise des hélicoptères Mil Mi-24 lors de l'opération de sauvetage.

Le matin du 17 janvier, El-Hassen Ould Khalill, dit Jouleibib, porte-parole des Signataires par les Sang et alors présent au Mali exige l'arrêt de l'offensive française au Mali et la libération de Omar Abdel Rahman et Aafia Siddiqui. De son côté l'armée algérienne effectue des tirs sur les djihadistes, qui en représailles exécutent un otage britannique et menacent de faire exploser le site. Mais le gouvernement et l'armée algérienne refusent de négocier et préparent l'assaut. L'Algérie craint plus que tout que les terroristes ne fassent exploser le site, qui lui fournit 11 % de sa production de gaz.
L'assaut est lancé à midi. Un hélicoptère se rapproche de la zone de vie et ouvre le feu sur l'esplanade, tandis qu'au sol, les forces du GIS, du DSI et du 18e régiment parachutiste commando progressent sur la base-vie et abattent 11 jihadistes, dont Abou al-Baraa. Durant ces combats, des otages périssent, d'autres sont libérés. La plupart des Algériens, laissés en semi-liberté, parviennent à s'enfuir,.
Les affrontements cessent vers 14 heures. Les djihadistes décident de se replier sur la raffinerie de gaz, où Abderrahman el-Nigiri est déjà présent avec six otages. Ils placent leurs prisonniers dans cinq ou six 4x4, mais lorsque le convoi s'ébranle, des hélicoptères Mil Mi-24 interviennent vers 14 h 25 et ouvrent le feu. Trois ou quatre véhicules sont détruits, la plupart des djihadistes sont tués, ainsi que 33 otages. Seuls quatre combattants avec un otage japonais parviennent à gagner l'usine. Trois combattants islamistes blessés sont également faits prisonniers,.
Le soir du 17 janvier 2013, les forces spéciales algériennes disent avoir repris le contrôle de la base-vie du site, mais pas encore de l'usine, où se sont retranchés plusieurs preneurs d'otages. En fin de journée, quelques djihadistes tentent de faire exploser un pipeline mais ils se retrouvent sous le feu d'un commando de l'armée embusqué et seuls deux hommes parviennent à s'échapper.
Le samedi 19 janvier à la mi-journée a lieu le deuxième et dernier assaut de l'armée algérienne, cette fois contre l'usine où sont encore retranchés une dizaine de terroristes avec sept otages. Cette offensive se termine tragiquement, les sept derniers otages étrangers sont exécutés par leurs ravisseurs, qui sont ensuite abattus par l'armée.

## Bilan
Le butin est de 6 fusils-mitrailleurs (FMPK), 21 fusils PMAK, deux fusils à lunettes, 2 mortiers 60 mm avec obus, 6 missiles de type C5 60 mm avec rampes de lancement, 2 RPG7 avec 8 roquettes, 10 grenades disposées en ceintures explosives.
Une déclaration envoyée par le groupe islamiste à une agence de presse mauritanienne le 16 janvier indiquait qu'ils détenaient 41 otages étrangers.
Le 19 janvier, selon le ministère algérien de l'Intérieur, le bilan est de 32 islamistes morts, ainsi que 23 otages, en précisant avoir libéré 685 employés algériens et 107 ressortissants étrangers.
Les corps d'autres otages étrangers sont retrouvés lors de la fouille du site. Le 21 janvier, le Premier ministre algérien Abdelmalek Sellal annonce un nouveau bilan officiel d'au moins 37 étrangers, un Algérien et 29 assaillants tués. Selon le bilan définitif, 32 jihadistes sont tués et 5 sont capturés, le bilan des militaires algériens fait état de huit blessés légers.
Le bilan détaillé basé sur les informations disponibles au 25 janvier 2013 est le suivant :
| Nationalité | Otages | Morts et disparus |
| ----------- | ------ | ----------------- |
| Algérie     | 685    | 1                 |
| Japon       | 17     | 10                |
| Philippines | 21     | 8 + 1 disparu     |
| Royaume-Uni | 28     | 6                 |
| Norvège     | 17     | 5                 |
| Malaisie    | 5      | 2                 |
| États-Unis  | 5      | 3                 |
| France      | 4      | 1,                |
| Roumanie    | 3      | 2                 |
| Turquie     | 3      | 0                 |
| Irlande     | 1      | 0                 |
| Autriche    | 1      | 0                 |
| Portugal    | 1      | 0                 |
| Colombie    | 1      | 1                 |
| Total       | ~800   | 40                |

## Preneurs d'otages et revendications
Selon les autorités algériennes, le groupe islamiste était constitué de 32 ravisseurs dont 3 algériens avec à leur tête le Nigérien Abderrahman el-Nigiri. Les ravisseurs, disant venir du Mali mais en provenance de Libye selon le ministère de l'Intérieur algérien, se réclamaient de la katiba de l'Algérien Mokhtar Belmokhtar, récemment destituée d'Al-Qaida au Maghreb islamique, renommée brigade Al-Moulathamin et affirmaient agir en représailles à l'intervention militaire française menée au Mali, qu'ils qualifient d' « agression ». Ils disposaient d'un armement lourd et moderne selon les autorités algériennes et ont déclaré à l'agence de presse mauritanienne ANI avoir préparé l'opération pendant « près de deux mois ».
Le chef des terroristes, Mokhtar Belmokhtar, réclamait à la France l'arrêt de la guerre menée en Azawad (nord du Mali) et la libération d’une centaine d’islamistes détenus en Algérie.  Ils demandaient aux Américains la libération de deux terroristes : un Égyptien, Omar Abdel Rahman, accusé d'avoir commandité l'attentat du World Trade Center de 1993, et Aafia Siddiqui, une scientifique pakistanaise, emprisonnée pour avoir tiré sur des soldats américains en Afghanistan,. Ils menaçaient de faire exploser le site si les forces armées algériennes ne se retiraient pas.
Selon le premier ministre algérien Abdelmalek Sellal qui s'est exprimé à ce sujet le 21 janvier, les preneurs d'otage étaient de nationalité algérienne, canadienne, égyptienne, tunisienne, malienne, nigérienne et mauritanienne ; 29 auraient été tués.  Selon des sources proches du renseignement algérien, cinq preneurs d’otages, dont deux très gravement blessés, ont été faits prisonniers et sont en cours d’interrogatoire. Les autorités ont appris pendant ces interrogatoires qu’au moins trois djihadistes s’étaient échappés dans la nuit de jeudi à vendredi.
| Nationalité | Nombre   |
| ----------- | -------- |
| Tunisie     | 11       |
| Égypte      | inconnus |
| Algérie     | 3        |
| Mali        | inconnus |
| Canada      | 2,       |
| Niger       | 2        |
| Mauritanie  | 1        |
| Total       | ~37      |

## Réactions internationales
| Algérie     | Le ministre de l’Intérieur et des Collectivités locales Dahou Ould Kablia a indiqué que son pays ne « répondrait pas aux demandes des terroristes » et ne négocierait pas avec les preneurs d'otages. |
| Irlande     | Le Tánaiste, Eamon Gilmore, confirme aux médias qu'un citoyen nord-irlandais originaire du comté d'Antrim est retenu en otage. Il déclare que « le gouvernement se tient prêt à utiliser toutes les ressources qui nous sont disponibles pour s'assurer que notre compatriote soit libéré dès que possible ». |
| Japon       | Environ une douzaine de ressortissants japonais ont été pris en otages. Le premier ministre japonais Shinzo Abe, alors en Indonésie, a annulé ses premières visites dans le sud-est asiatique pour revenir à Tokyo et suivre l'évolution de la situation,. La firme japonaise JGC Corporation (en), qui est aussi impliquée dans la production de gaz de l'usine, a tenu plusieurs réunions avec le gouvernement japonais concernant l'incident. Le gouvernement japonais a protesté contre l'assaut de l'armée algérienne et en a exigé l'arrêt immédiat, estimant que la protection des otages devait être la priorité, et non l'offensive militaire. |
| Malaisie    | Le ministre des affaires étrangères Datuk Seri Anifah Aman, a contacté son homologue algérien pour s'assurer de la sécurité des ressortissants malaisiens qui ont été pris en otages. Cinq à six malaisiens travailleraient dans l'usine selon un porte-parole de l'ambassade de Malaisie en Algérie. Le ministère des Affaires étrangères a confirmé la présence de deux otages malaisiens et a informé les familles des victimes. |
| Norvège     | Les autorités ont informé que neuf citoyens norvégiens ont été pris en otage sur le site du complexe gazier. Au matin du 18 janvier, un otage avait été libéré. La Norvège a répondu à la prise en otage par l'envoi d'une équipe de crise à leur ambassade en Algérie. Un avion de ligne transformé en hôpital volant a été envoyé. |
| Philippines | Raul Hernandez, porte-parole du ministère des affaires étrangères, déclare que le gouvernement philippin est toujours en train de procéder à la vérification des sources faisant état de la présence d'au moins quinze Philippins sur le site gazier au moment de l'assaut des forces spéciales algériennes. Il annonce également qu'un Philippin s'est échappé du complexe avec des blessures mineures avant le raid aérien algérien selon un informateur japonais. |
| États-Unis  | Immédiatement après l'annonce de la prise d'otages, la porte-parole du département d'État confirme aux journalistes qu'un nombre indéterminé de citoyens américains se trouverait parmi les otages ; Le vendredi 18 janvier, les États-Unis ont envoyé un avion sur place pour évacuer leurs ressortissants. |
| Royaume-Uni | Le secrétaire d'État des Affaires étrangères britannique, William Hague, confirme la mort d'un ressortissant britannique le jour suivant l'attaque. Il rejette tout lien avec l'intervention militaire française menée au Mali et l'a qualifiée d'excuse pour un meurtre « de sang-froid » ; David Cameron a ensuite critiqué l'assaut de l'armée algérienne, déplorant ne pas en avoir été prévenu par les autorités. |
| France      | Le président François Hollande confirme la présence d'otages français sur le site. |
| Roumanie    | Robert Cazanciuc, secrétaire général du ministère des Affaires étrangères roumain, a confirmé qu'il y avait au moins un citoyen roumain parmi les otages et qu'une cellule de crise avait été mise en place au ministère pour suivre et résoudre la situation,. |